# Highland Cemetery Le Cateau
Higtland Cemetery est l'un des quatre cimetières militaires de la Première Guerre mondiale situés sur le territoire de la commune du Cateau-Cambrésis dans le département du Nord. Les 3 autres sont Le Cateau Communal Cemetery, Le Cateau Military Cemetery et Quietiste Military Cemetery.

## Historique
Après la bataille du Cateau (26 août 1914), la ville resta aux mains des Allemands jusqu'à la mi-octobre 1918. Ce cimetière militaire appelé "Highland" (hautes terres en anglais) à cause de sa position élevée fut d'abord créé pour inhumer les victimes d'un des premiers engagements de la bataille du  Cateau le 26 août 1914 et ensuite quatre ans plus tard quand la ville fut reprise aux Allemands par les troupes britanniques et australiennes.Le cimetière a été considérablement agrandi après l'armistice lorsque des tombes d'octobre et de novembre 1918 ont été apportées de positions isolées de tous les côtés du Cateau. Le cimetière des Highlands contient maintenant 624 sépultures de la Première Guerre mondiale

## Caractéristique
Ce cimetière est situé au sud-est, à 500 m de la sortie de la ville, route de Guise. Il a été conçu par Charles Holden.

## Galerie

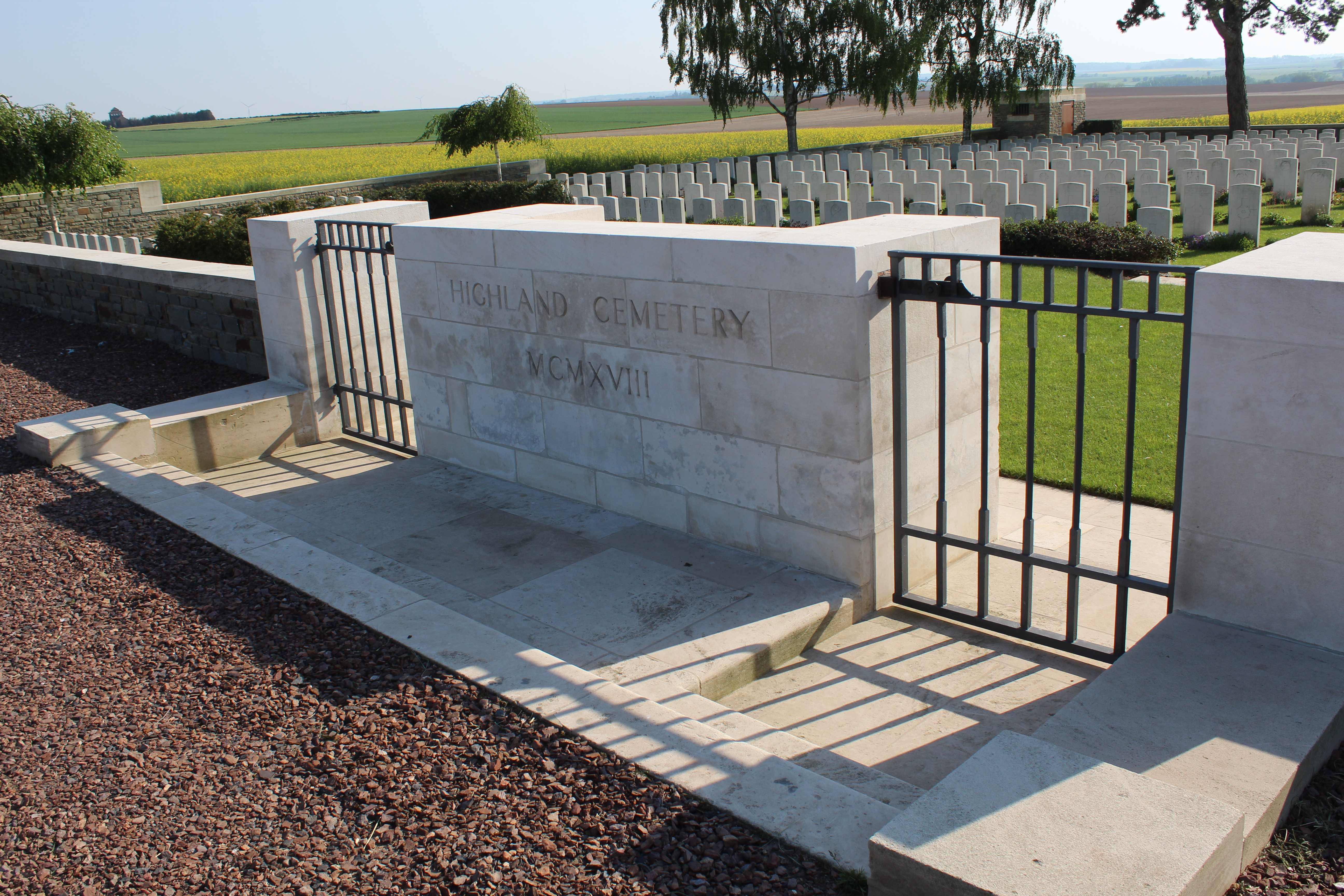
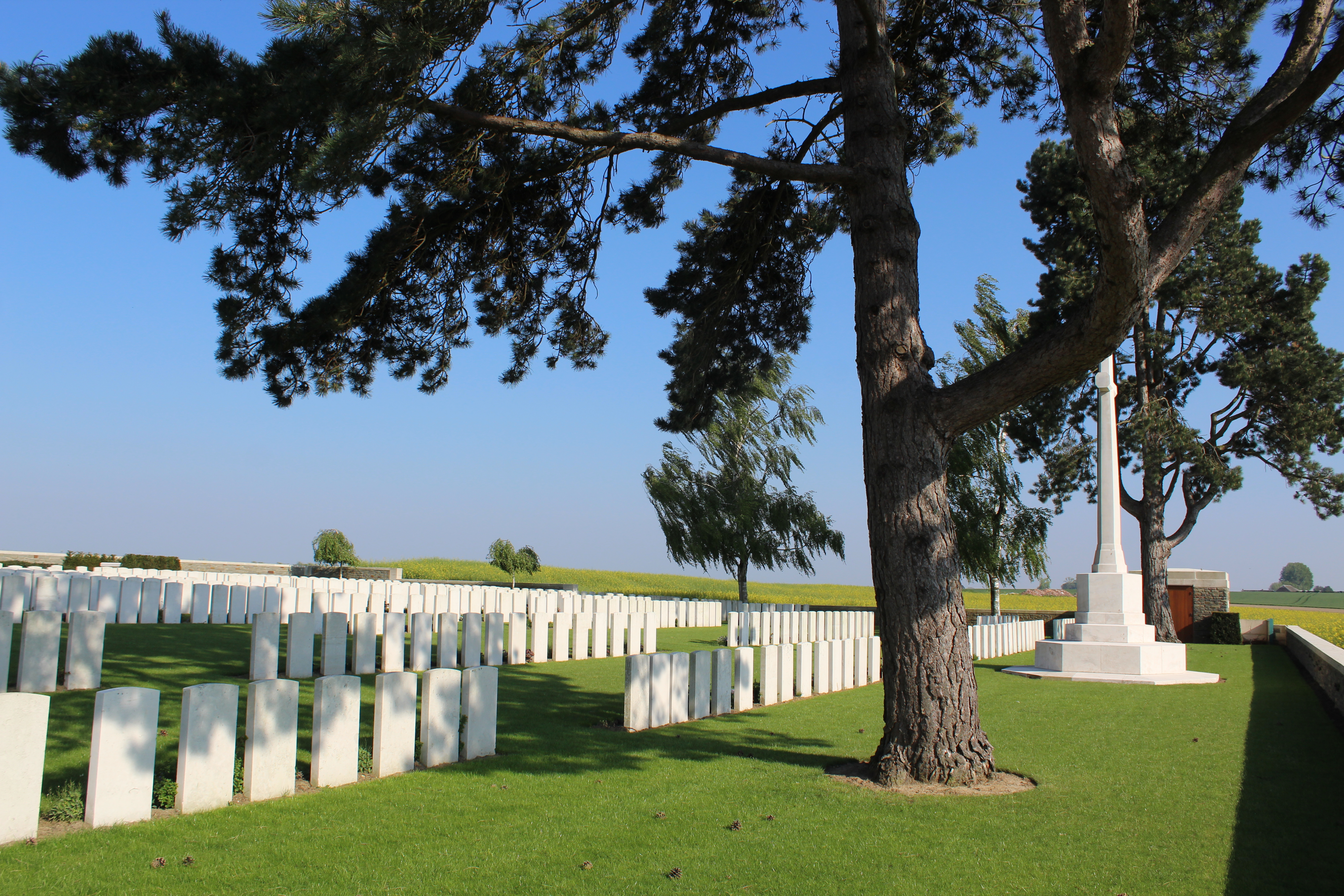
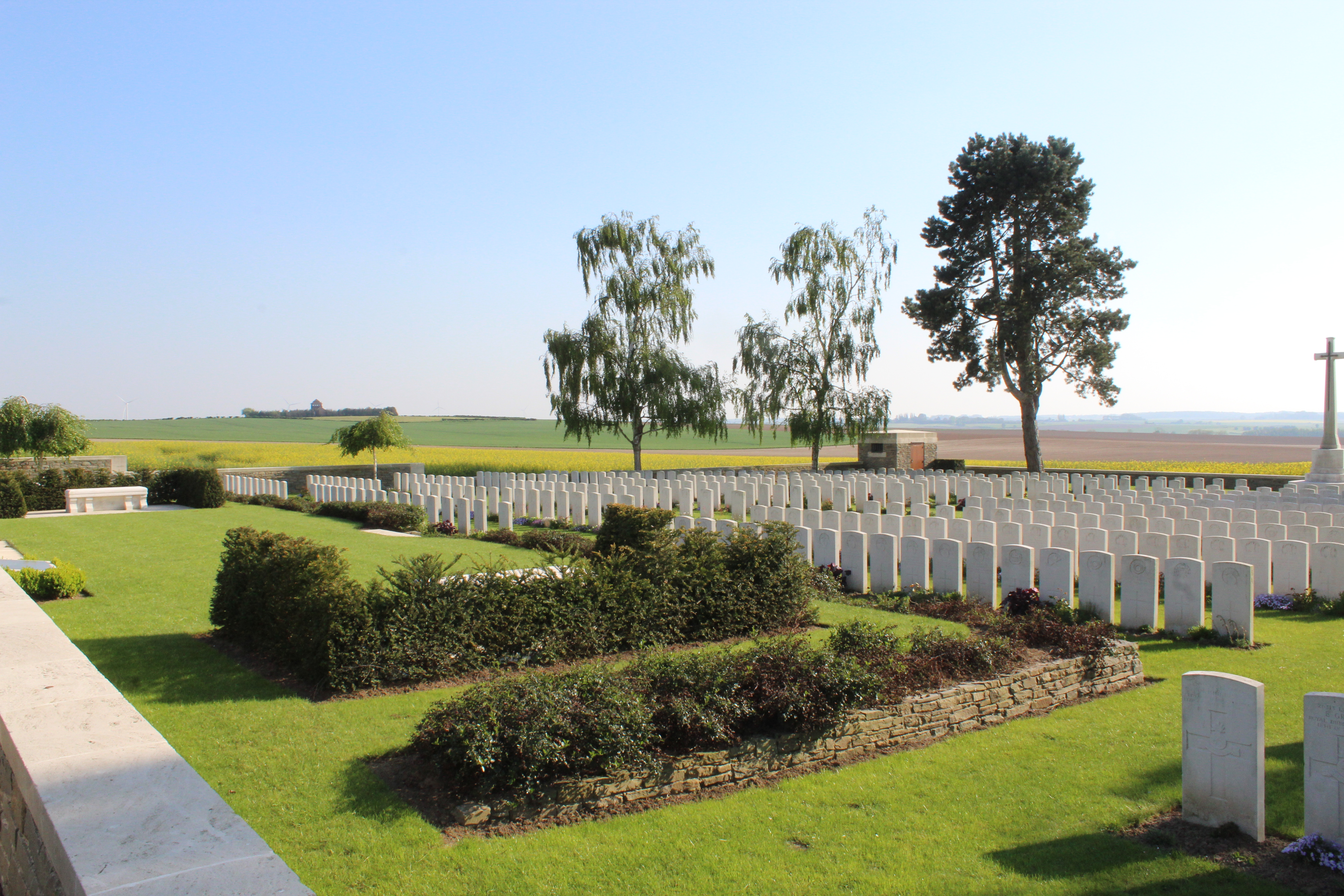
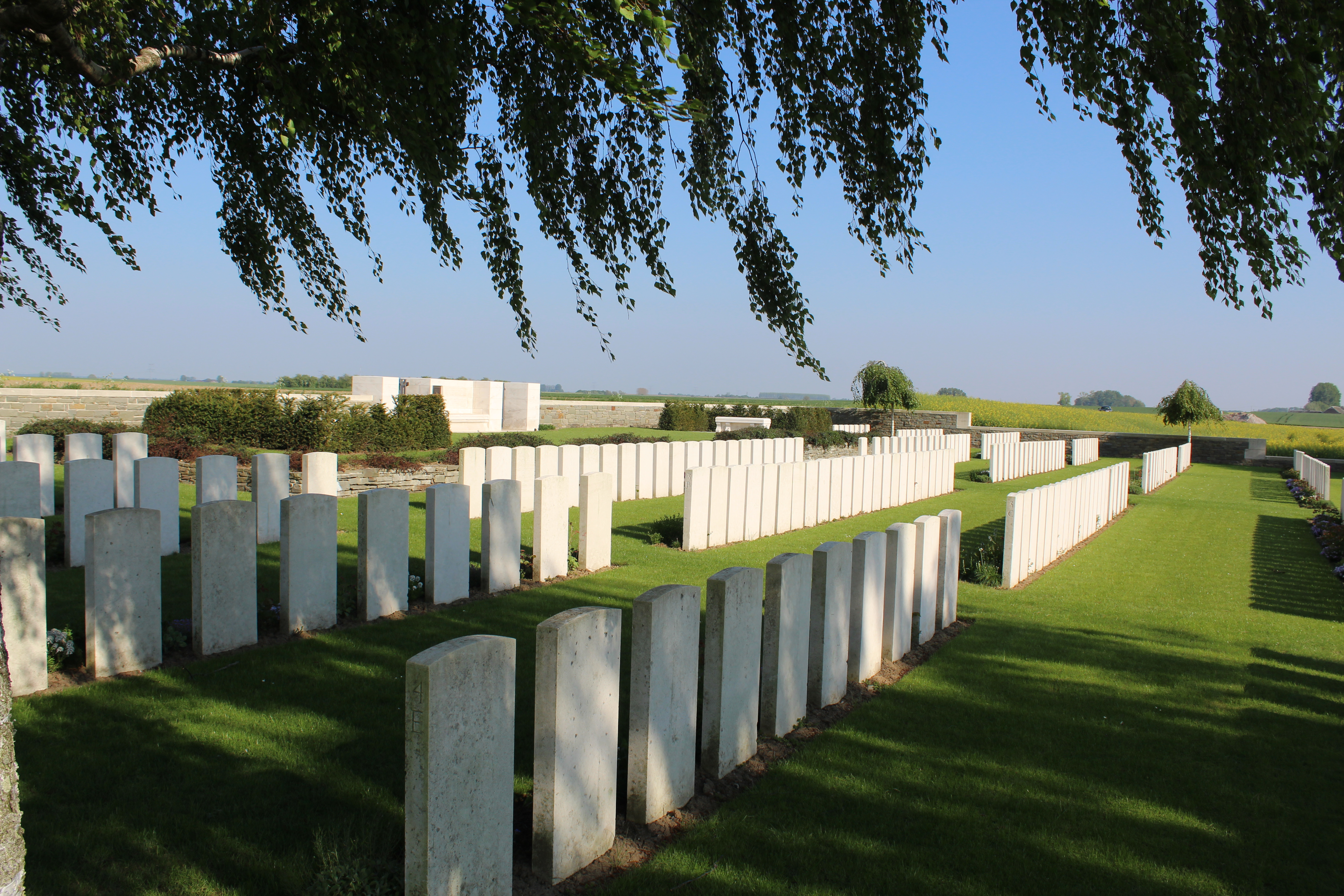

## Sépultures
| Pays                   | Sépultures |
| ---------------------- | ---------- |
| Royaume-Uni            | 594        |
| Australie              | 1          |
| Canada                 | 13         |
| Union d'Afrique du Sud | 16         |
| Total                  | 624        |